# Fasole cu cârnați
Le fasole cu cârnați est un plat roumain et moldave très populaire. Fasole cu cârnați veut dire littéralement « haricots blancs aux saucisses ». Ce plat, équivalent local du cassoulet occitan, est composé de haricots à la sauce tomate et aux saucisses.
En Roumanie, c'est aussi un plat traditionnel militaire. Le fasole cu cârnați est en effet le menu de base du militaire roumain, nourrissant, facile et rapide à confectionner. Le fasole cu cârnați est préparé et servi gratuitement par l'armée à la foule chaque année, lors de la fête nationale (Jour de l'unification) du 1er décembre à Bucarest et à Alba Iulia.

## Étymologie
Le mot fasole (« haricot » en français) est un mot roumain qui vient d'un mot d'origine latine, faseolus qui, lui-même, vient du grec ancien φάσηλος (« fève »). Le mot cârnati (« saucisses » en français), lui, vient du mot d'origine latine carnatus (« charnu »).